# Molineux Stadium

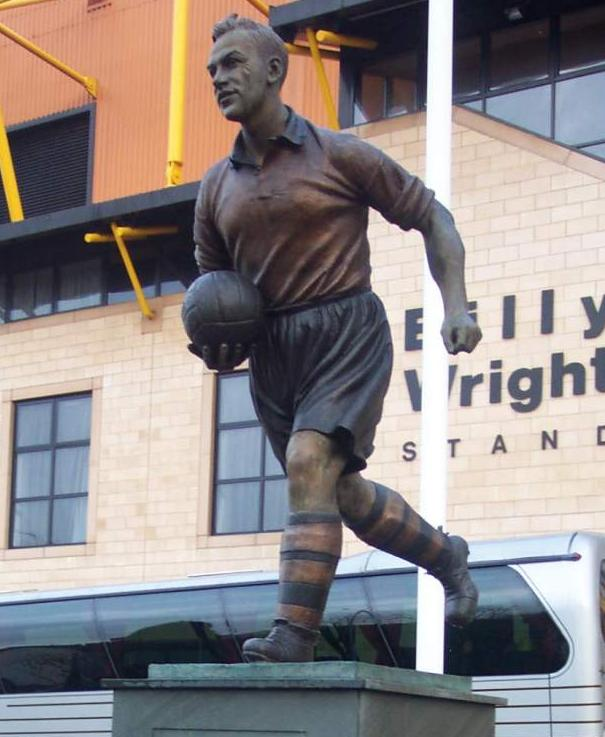
La estatua de Billy Wright a las puertas del estadio

Molineux Stadium es un estadio de fútbol situado en la ciudad de Wolverhampton, Inglaterra, propiedad del Wolverhampton Wanderers Football Club desde 1889 y donde juega sus partidos como local. 
El estadio tiene una larga e ilustre historia en la que destaca en ser uno de los primeros en el país que instaló luz artificial, así como algunos de los primeros en acoger partidos de la Copa de Europa en la década de 1950. Molineux es un estadio de 32 050 asientos, pero constantemente tuvo mayores asistencias cuando había lugares para gente de pie. La asistencia récord es de 61 315.
Al momento de su multimillonaria remodelación al principio de la década de 1990, Molineux fue uno de los más grandes y mejores estadios en Inglaterra, desde entonces se ha visto superado por la construcción o remodelación de otros estadios. El estadio ha sido sede de partidos de la Selección de Inglaterra y, más recientemente de, la Selección de Inglaterra Sub-21, también de la primera final de la Copa UEFA en 1972.  Según planes anunciados en 2010 se haría una remodelación de 40 millones de libras para reconstruir y unir tres gradas del estadio para incrementar su capacidad a 38 000 asientos. La primera parte de este proyecto, la grada Stan Cullis, fue completada en 2012. Las siguientes dos etapas fueron pospuestas para poder asignar fondos a las academias juveniles del club. Hay planes provisionales para una remodelación a largo plazo que pudiera resultar en una capacidad de 50 000 asientos.